# Нівкі (Сілезьке воєводство)
Нівкі (пол. Niwki) — село в Польщі, у гміні Кломниці Ченстоховського повіту Сілезького воєводства.
У 1975-1998 роках село належало до Ченстоховського воєводства.